# José Rodri
José Rodríguez Domínguez (La Algaba, provincia de Sevilla, 2 de abril de 1946), conocido como Rodri, fue un futbolista español que se desempeñaba como guardameta.

## Clubes
| Club             | País   | Año         |
| ---------------- | ------ | ----------- |
| Sevilla FC       | España | 1964 - 1974 |
| Deportivo Alavés | España | 1974 - 1978 |